# Wybory parlamentarne w Rosji w 1906 roku

Podział miejsc w I Dumie Państwowej.

Wybory parlamentarne w Imperium Rosyjskim odbyły się w marcu 1906 roku. Do podziału było 478 miejsc w Dumie Państwowej, izby niższej parlamentu Imperium Rosyjskiego. Były to pierwsze wybory parlamentarne w Rosji. W I Dumie Państwowej zasiadło 34 posłów z Królestwa Polskiego.

## Ordynacja wyborcza
Prawo wyborcze posiadali wszyscy mężczyźni powyżej 25 roku życia poza robotnikami zatrudnionymi w mniejszych zakładach pracy. Wybory miał charakter dwustopniowy i kurialny. W pierwszej turze wyborcy wybierali delegatów zaś w drugiej delegaci wybierali już posłów do Dumy. W kurii robotniczej na jednego delegata przypadało 90 tysięcy wyborców, w kurii miejskiej 4 tysiące, a w kurii ziemiańskiej 2 tysiące. Po 3 miesiącach I Duma została rozwiązana przez cara Mikołaja II Romanowa.

## Wyniki wyborów
|  | Partia                                              | Mandaty                |
|  | --------------------------------------------------- | ---------------------- |
|  | Partia Konstytucyjno-Demokratyczna (PK-D)           | 179                    |
|  | Trudowicy (T)                                       | 97                     |
|  | Socjaldemokratyczna Partia Robotnicza Rosji (SDPRR) | 18                     |
|  | Oktiabryści (O)                                     | 16                     |
|  | Mniejszości narodowe (Mn)                           | 63                     |
|  | Niezależni* (N)                                     | 105 (łącznie z 34 PSR) |
|  | Razem:                                              | 478                    |

## Członkowie I Dumy

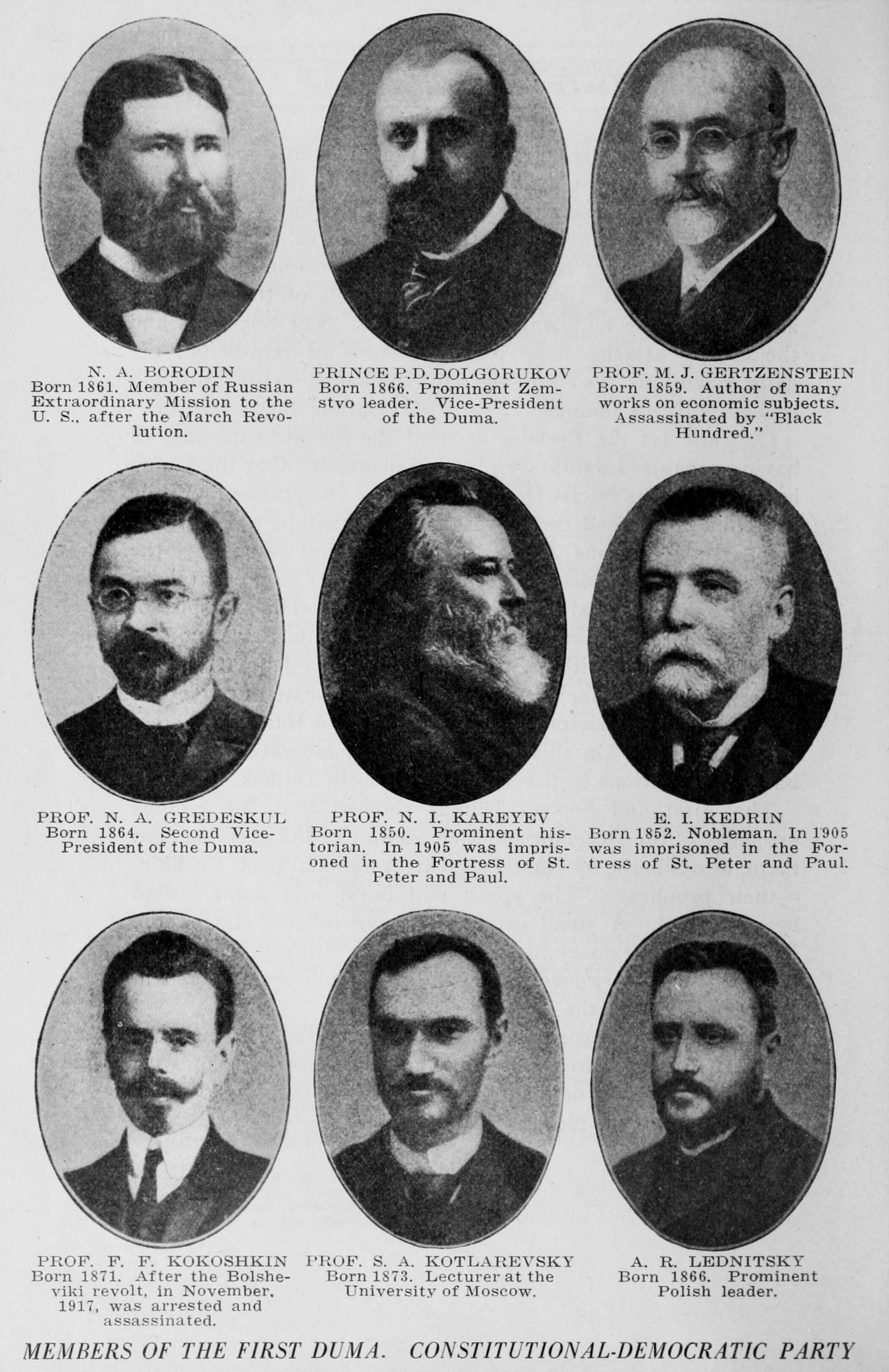
Partia Konstytucyjno-Demokratyczna
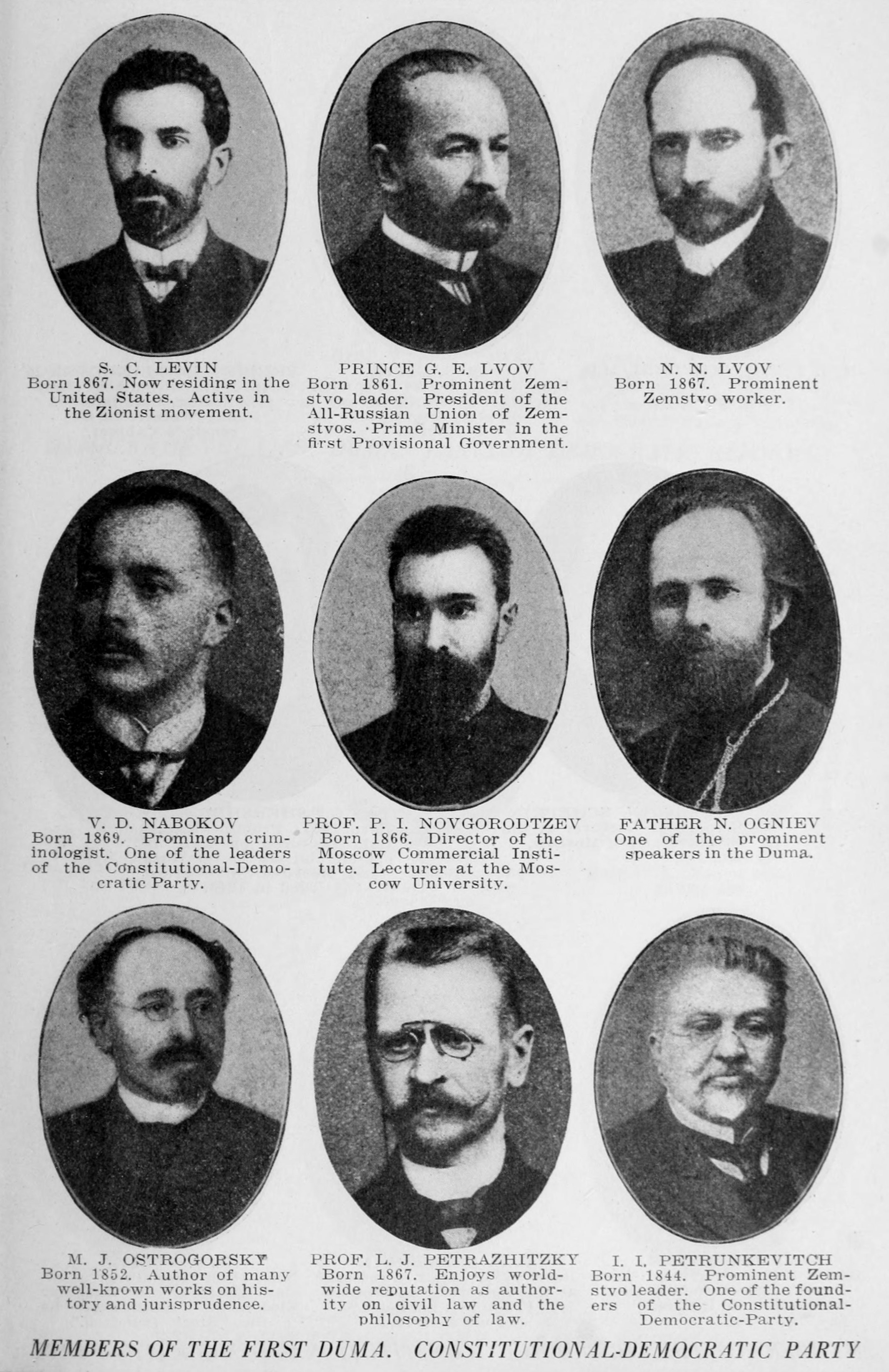
Partia Konstytucyjno-Demokratyczna
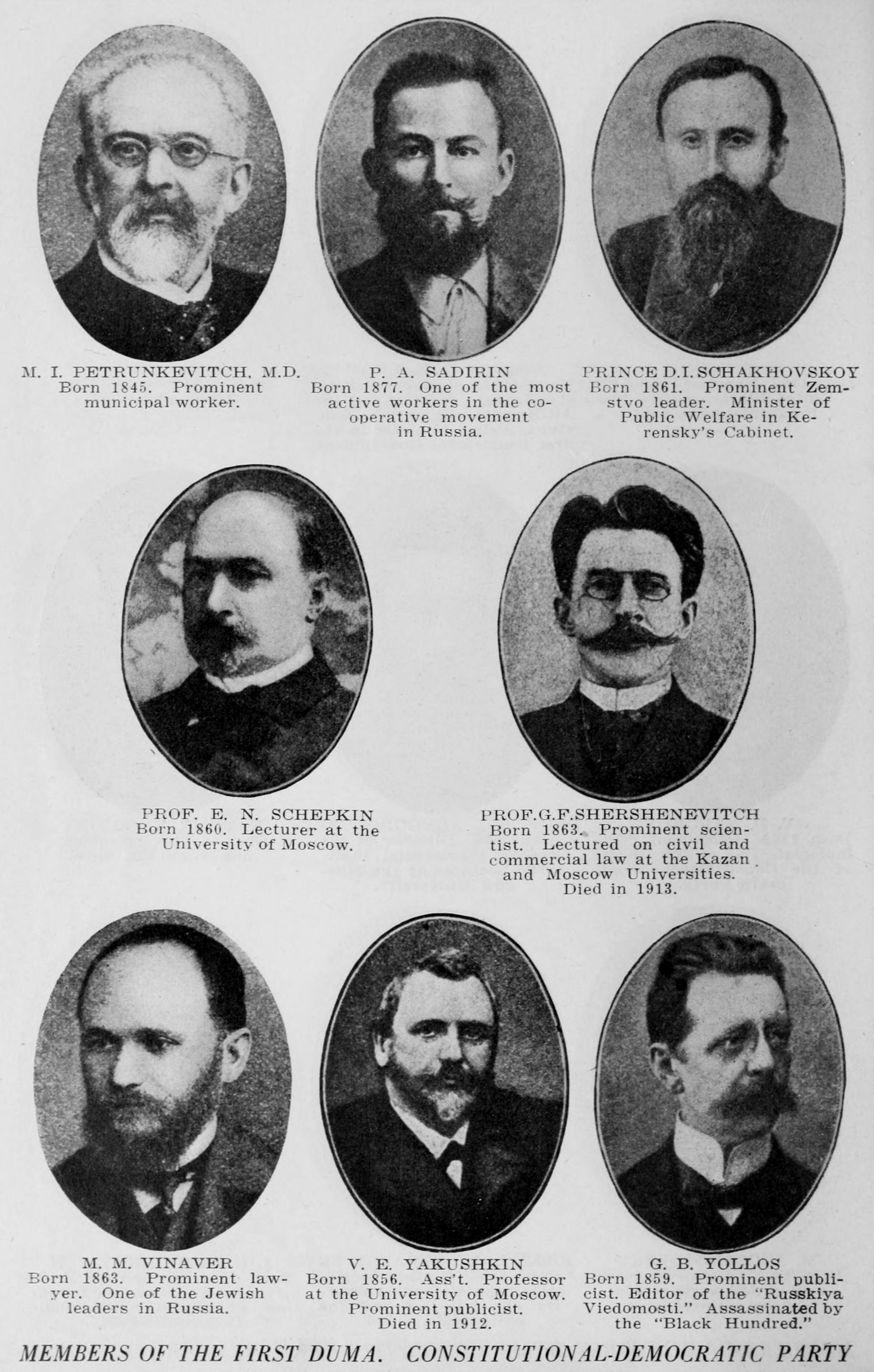
Partia Konstytucyjno-Demokratyczna
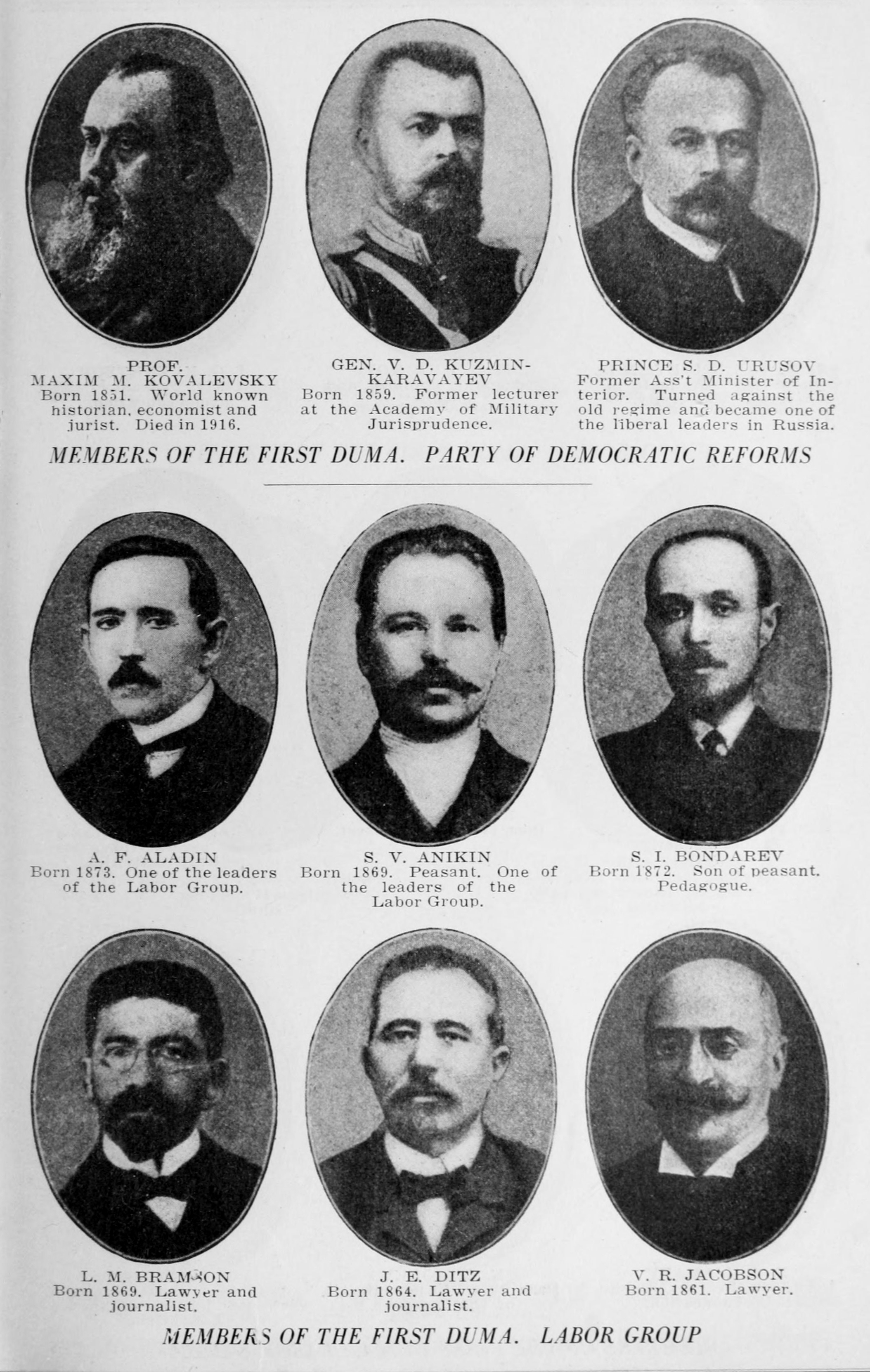
Partia Reform Demokratycznych / Frakcja Pracy (Trudowicy)
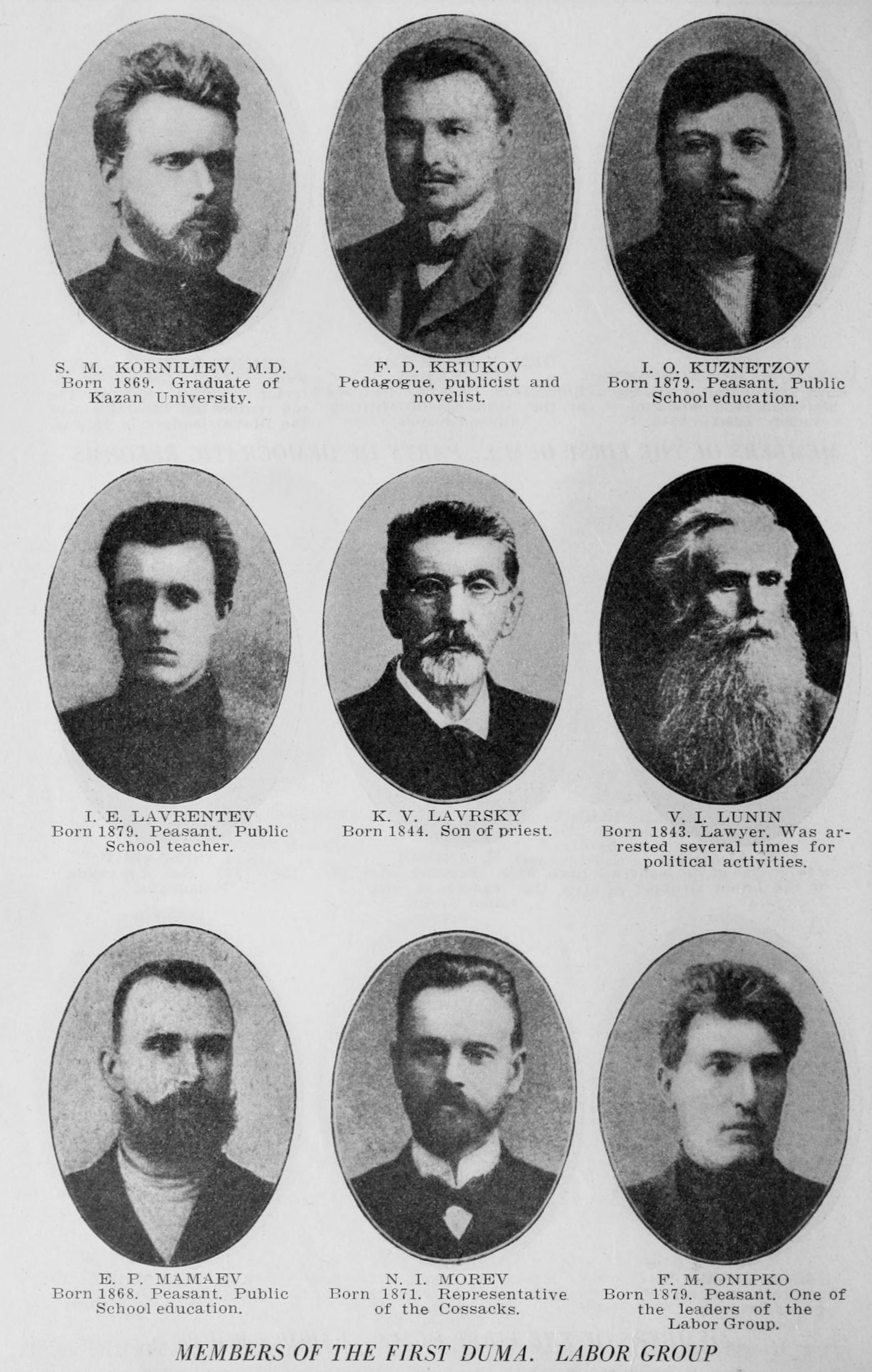
Frakcja Pracy (Trudowicy)
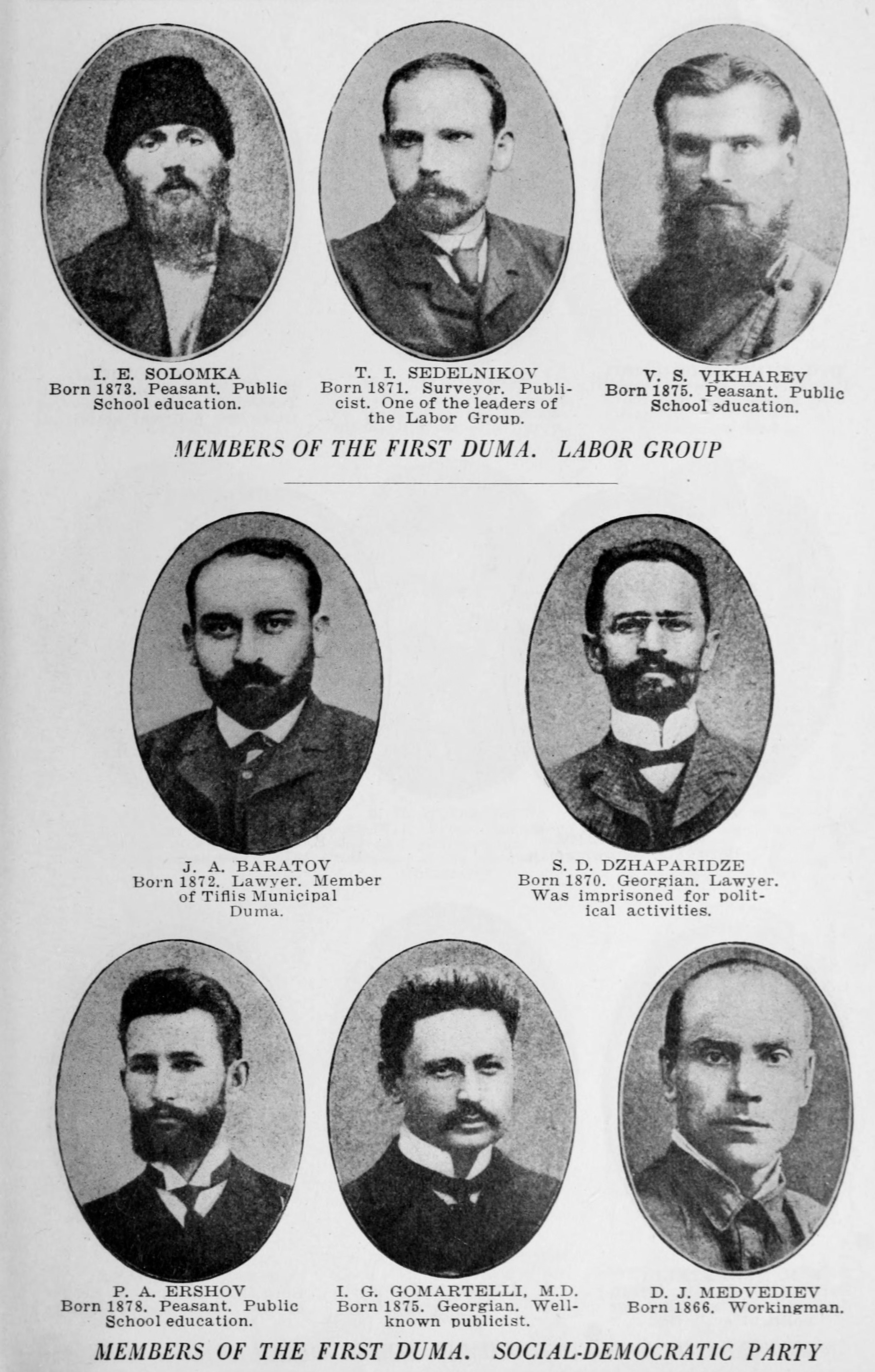
Frakcja Pracy (Trudowicy) / Socjaldemokratyczna Partia Robotnicza Rosji
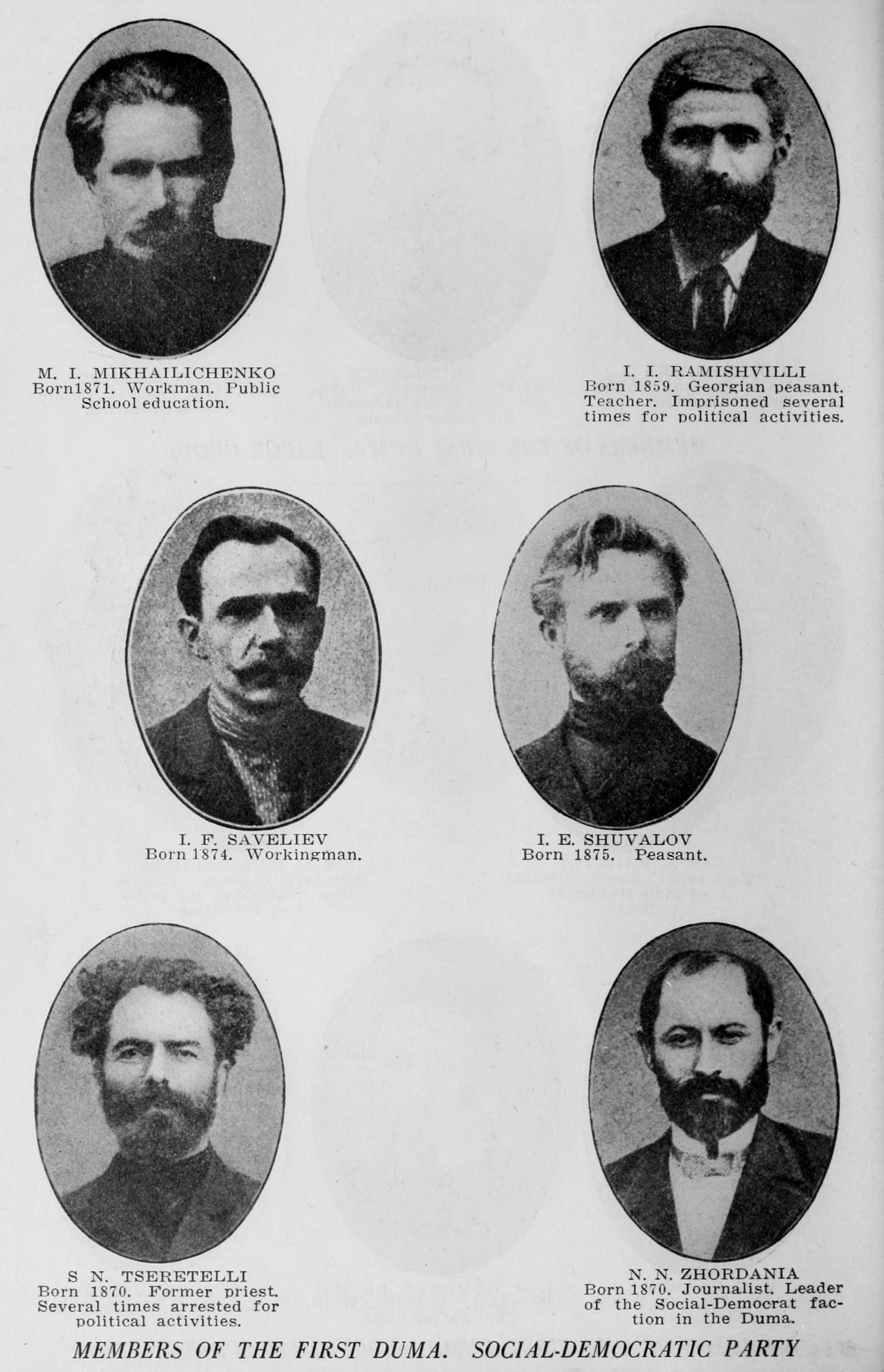
Socjaldemokratyczna Partia Robotnicza Rosji